# Moussages
Moussages är en kommun i departementet Cantal i regionen Auvergne-Rhône-Alpes i mitten av Frankrike. Kommunen ligger  i kantonen Mauriac som ligger i arrondissementet Mauriac. År 2022 hade Moussages 251 invånare.

## Befolkningsutveckling
Antalet invånare i kommunen Moussages
Referens:INSEE